# Kursell

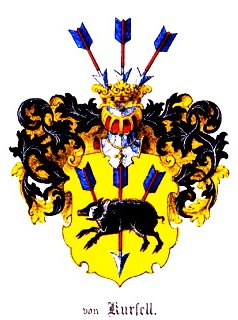
Wappen der baltischen Kursell

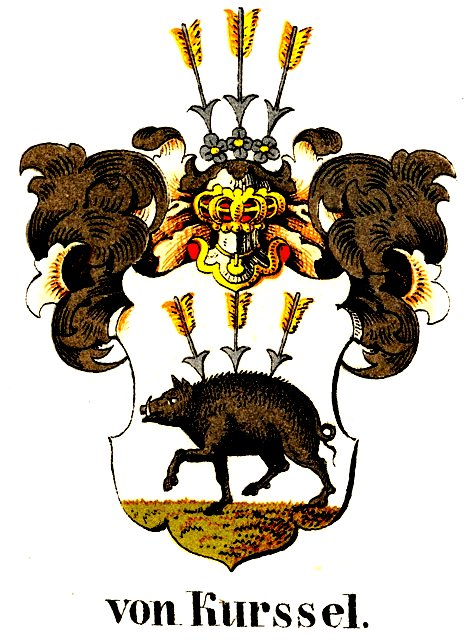
Wappen der schlesischen Kurssel

Kursell ist der Name eines deutsch-baltischen Adelsgeschlechts.

## Geschichte
Ab dem Jahre 1442 tritt die Familie Kursell, zuerst mit Georg (Jörg, Jürgen) von Kursell, als Vasallen und Lehnsträger des Deutschen Ordens in Kurland auf, breitet sich von dort nach Livland, Estland und Ösel sowie nach Schlesien aus. Woher die Familie ursprünglich stammt, ist nicht belegt. Einige Genealogen halten eine Herkunft aus Frankreich für möglich, diese Vermutung beruht jedoch ausschließlich auf dem Gleichklang mit dem französischen Namen Courcelle(s).
Stammsitz der Familie war das Schloss Sommerpahlen im Kreis Werro in Estland, das 1558 zu Beginn des Livländischen Krieges zerstört wurde. Später stellte die Familie einige hochrangige Offiziere für Schweden, Russland, Preußen und Deutschland.
So war Alexander Otto Adolf Werner von Kursell (1881–1905) Kaiserlich russischer Seeoffizier und versank mit dem Flaggschiff der baltischen Flotte, der Fürst Suworow im Jahre 1905 in der Seeschlacht bei Tsushima. Claus von Kursell (1910–1959) war Offizier in der Wehrmacht, im Oktober 1944 wurde ihm das Ritterkreuz des Eisernen Kreuzes verliehen, später trat er als Major in die neu gegründete Bundeswehr ein. In der Zeit des Nationalsozialismus untersuchte er als Landwirt die Nutzbarkeit der Saflor-Pflanze zur Gewinnung von Öl.
Am Anfang des 18. Jahrhunderts wanderte ein Teil der Familie in das Königreich Preußen aus und wurde in Schlesien ansässig. Dieser Ast der Familie nannte sich Kurssel und starb Anfang des 20. Jahrhunderts aus.

## Wappen
- Estland: In Gold ein laufender schwarzer Eber, bestückt mit drei fächerförmig gestürzten roten Pfeilen mit blauen Flitschen, deren mittleren mit silberner Spitze in den Schildfuß reicht; auf dem Helm mit schwarz-goldenen Decken drei fächerförmig gestürzte Pfeile mit blauen Flitschen und silbernen Spitzen.
- Schlesien: In Silber auf grünem Boden ein schreitender schwarzer Eber, bestückt mit drei gestürzten eisernen Pfeilen mit goldenen Flitschen; auf dem Helm mit schwarz-silbernen Decken drei blaue Rosen mit goldenen Butzen, je bestückt mit einem der Pfeile.

## Bekannte Familienmitglieder
- Klaus Kursell († 3. Juni 1570 hingerichtet), 1558 Herr auf Sommerpahlen, 1567 Herr auf Schloss Leal und Matzal, 1567–1570 schwedischer Feldobrist, Führer der deutschen Hofleute in Estland
- Johann Friedrich von Kursell (1678–1758), schwedischer Oberst, estländischer Landrat und evangelisch-lutherischer Konsistorialpräsident
- Christopher Engelbrecht von Kursell (1685–1756), schwedischer Kapitän und Estländischer Ritterschaftshauptmann
- Heinrich Adolf von Kurssel (1693–1758), preußischer Generalmajor und Chef des Regiments Nr. 37, Ritter des Ordens Pour le Mérite, Stammvater der schlesischen Linie
- Christopher Heinrich von Kursell (1722–1795), war Herr auf Ocht, preußischer Leutnant und russischer Generalleutnant
- Moritz Engelbrecht von Kursell (1744–1799), Estländischer Ritterschaftshauptmann, Governmements-Adelsmarschall, russischer wirklicher Staatsrat, Präsident des Gewissensgerichts in Estland, Kurator der Domschule zu Reval
- Karl Heinrich von Kurssel (1780–1853), preußischer Generalleutnant
- Karl Otto von Kursell (1788–1813), russischer Offizier, Ritter des Ordens Pour le Mérite
- Alexander von Kursell (1801–1857), russischer Generalmajor
- Konstantin von Kursell (1806–1880), russischer Generalleutnant
- Friedrich (Fedja) Theodor von Kursell (1831–1891), russischer Generalmajor
- Otto von Kursell (1884–1967), deutsch-baltischer Maler und Grafiker, Ministerialrat und Mitglied des Reichstags
- Claus von Kursell (1898–1990), Vertreter der IG-Farben in Estland.[4][5]
- Claus von Kursell (1910–1959), Offizier der Wehrmacht und der Bundeswehr, Träger des Ritterkreuzes des Eisernen Kreuzes, Pflanzenforscher